# Alfred Maoh
Alfred Maoh (* 12. September 1977 in Espiritu Santo) ist ein Politiker aus Vanuatu, der seit 2012 für die Land and Justice Party (GJP) Mitglied im Parlament von Vanuatu ist und unter anderem zwischen 2016 und 2017 Innenminister war. 

## Leben
Alfred Maoh absolvierte ein Studium der Fächer Informationstechnik und Management, welches er mit einem Diplom beendete, und war danach von 2000 bis 2012 für die University of the South Pacific (USP) auf dem Campus in Espiritu Santo tätig. 
Bei der Wahl am 30. Oktober 2012 wurde er für die von Charlot Salwai geführte Graon mo Jastis Pati, die Land and Justice Party (GJP), im Wahlkreis Santo Rural erstmals Mitglied im Parlament von Vanuatu und gehört diesem nach seinen Wiederwahlen am 22. Januar 2016, am 19./20. März 2020 sowie am 13. Oktober 2022 seither an. Während der zehnten Legislaturperiode (2012 bis 2016) war er zwischen 2013 und Juni 2015 als Government Whip Parlamentarischer Geschäftsführer der Regierungsfraktion im Parlament.
Nachdem der GJP-Vorsitzende Charlot Salwai am 11. Februar 2016 mit 46 der 52 Stimmen im Parlament zum neuen Premierminister gewählt wurde, übernahm Maoh das Amt als Innenminister in dessen Kabinett, dem unter anderen Bruno Leingkone als Außenminister und Gaetan Pikioune als Finanzminister angehörten. Im Zuge einer Kabinettsumbildung übernahm er am 19. Dezember 2017 das Amt als Minister für Land, Geologie und Bergbau im Kabinett Salwai, dem er bis zum 20. April 2020 angehörte.